# Ancilòstoms
Els ancilòstoms (Ancylostoma) són un gènere de cucs de l'embrancament dels nematodes.

## Particularitats
Aquests cucs són paràsits que infecten generalment als gats, gossos i també als humans. La infecció es coneix amb el nom d'anquilostomosi i en els cas dels humans afecta normalment la pell, els ulls i les vísceres.

## Taxonomia
- Ancylostoma braziliense, normalment afecta els gats
- Ancylostoma caninum, normalment afecta els gossos
- Ancylostoma ceylanicum
- Ancylostoma duodenale afecta els humans gats i gossos
- Ancylostoma pluridentatum, normalment afecta els gats silvestres
- Ancylostoma tubaeforme, afecta els gats i altres mamífers